# Hoplia malaccensis
Hoplia malaccensis är en skalbaggsart som beskrevs av Moser 1912. Hoplia malaccensis ingår i släktet Hoplia och familjen Melolonthidae. Inga underarter finns listade i Catalogue of Life.